# Yurikago
Yurikago (ゆりかご?) è il primo EP della rock band visual kei giapponese RENTRER EN SOI, che al tempo usava la grafia Rentrer en Soi. È stato pubblicato il 31 gennaio 2004 dall'etichetta indie Maria Record-Inc.
Pur essendo composto da sole sette canzoni con una durata totale inferiore alla mezz'ora, il disco viene considerato dalla band come un album a tutti gli effetti.
Esistono due stampe dell'album: la prima è quella del 31/01/2004 e termina con il brano Hamon tsutau memai, mentre una seconda venne messa in vendita il 30/03/2004 ed è identica in tutto, tranne nel brano finale che stavolta è Monochrome Cinema. Entrambe le edizioni hanno custodia jewel case e non presentano alcun omake; in compenso, il 25 agosto successivo la band ha prodotto un DVD dal titolo Cinema Cradle che contiene dei videoclip per ogni brano dell'album, tranne Vision of you e Hamon tsutau memai sostituite con a prelude e Kūhaku no jōkei.

## Tracce
Dopo il titolo è indicata fra parentesi "()" la grafia originale del titolo, eventuali note sono riportate dopo il punto e virgola ";".
1. The flow of time -in a cradle- (The flow of time -in a cradle-?) - 2:37 (Satsuki)
2. Sincerely (Sincerely?) - 4:07 (Satsuki - Takumi)
3. Re-birth (Re-birth?) - 3:16 (Satsuki - Takumi)
4. Vision of you (Vision of you?) - 4:10 (Satsuki - Rentrer en Soi)
5. Aqua (Aqua?) - 4:30 (Satsuki - Rentrer en Soi)
6. Fallen (Fallen?) - 2:59 (Satsuki - Takumi)
7. Hamon tsutau memai (波紋伝う眩暈?) - 4:36 (Satsuki - Takumi); brano presente solo nella prima edizione
8. Monochrome Cinema (モノクロームシネマ?) - 3:37 (Satsuki - Ryō); brano presente solo nella seconda edizione

## Formazione
- Satsuki - voce
- Takumi - chitarra
- Ao - chitarra
- Ryō - basso
- Mika - batteria